# Кіанна Діор
Кианна Діор (фр. Kianna Dior, справжнє ім'я Вікторія Енн Ву (фр. Victoria Ann Woo); нар. 17 листопада 1969, Ванкувер, Канада) — канадська порноакторка.

## Біографія
Народилася 17 листопада 1969 року в Ванкувері, Канада. Має китайські та шотландські корені.
Близько чотирьох років була стриптизеркою в різних містах Канади.
Живе в Лос-Анджелесі, США. Бісексуальна. Любить йорків, фітнес і походи.

### Порноіндустрія
В порноіндустрію потрапила в 1999 році у віці 30 років.
У 2003 році номінована на премію AVN Awards («Найкраща сцена анального сексу: Відео»). У 2019 році номінована на премію XRCO Awards («Star Showcase»).
У 2020 році включена в Зал слави AVN.
Співпрацює з такими порностудіями, як Brazzers, Elegant Angel, Evil Angel.
Станом на квітень 2020 року знялася в 298 порнофільмах.

## Нагороди та номінації
| Рік  | Премія      | Номінація                          | Фільм                     | Результат |
| ---- | ----------- | ---------------------------------- | ------------------------- | --------- |
| 2003 | AVN Awards  | Краща сцена анального сексу: Відео | Hot Bods And Tail Pipe 21 | Номінація |
| 2019 | XRCO Awards | Star Showcase                      | Noir                      | Номінація |